# Microtropis fascicularis
Microtropis fascicularis là một loài thực vật thuộc họ Celastraceae. Đây là loài đặc hữu của Malaysia. 
Đây là một cây bụi rụng lá thường có độ cao 1–5 m.